# Terumi Nagae
Terumi Nagae (長江 輝美 Nagae Terumi?), är en japansk tidigare fotbollsspelare.
Terumi Nagae debuterade för japans landslag den 21 augusti 1994 i en 1–0-vinst över Österrike. Hon spelade 1 landskamp för det japanska landslaget.